# Тео (театр)
Тео (вьет. Chèo) — северовьетнамская разновидность музыкального театра, обычно сатирического, в которую включались танцы. Обычно представления тео проходят на открытом воздухе, а исполнителями являются странствующие полулюбительские труппы, хотя растёт число профессиональных трупп тео.

## История
Тео появился из деревенских представлений в XII веке в период правления династии Ли, а современную форму принял в XVI веке. Возникновение тео тесно связано с анимистическими церемониями поклонения богам и храмовыми празднествами. Формальное описание тео сделал учёный Лыонг Тхе Винь в 1501 году.
На протяжении своей истории тео сталкивался как с положительным, так и с отрицательным отношением властей: Ли и Чан поддерживали тео (Чан Зу Тонг даже награждал лучшие труппы) однако император Ле Тхай Тонг династии Ле изгнал этот жанр со двора, а правительство династии Нгуен было агрессивно настроено к деревенскому искусству в целом.
Пьесы тео часто начинали исполнять в куанхо. В начале XX века была предпринята попытка внести в тео элементы южновьетнамского театра туонг, однако публика отнеслась к нововведениям отрицательно.
Широкую известность по всей стране получили труппы из района Милок в провинции Намдинь.

## Представления
В отличие от придворного театра, в тео нет ни декораций (представление обычно идёт на циновке у стены деревенского храма), ни сложных костюмов, а пьесы представляют собой частично рифмованную смесь традиционных постановок и импровизации. Сюжеты пьес заимствуются из сказок, популярных произведений и преданий. Авторы пьес анонимны. Как и пьесы комедии дель арте, тео зачастую высмеивает социальный порядок. Хореография тео имеет много общего с другими театрами, а также боевыми искусствами.
Характеры персонажей в спектаклях не развиваются, они жёстко стандартизированы. В старину использовалось всего пять характерных ролей: клоун (hể, хе), старик (lão, лао), женщина или старуха (mụ, му), мальчики, простолюдины (thằng, тханг), девочки (í, и). Персонажи тео — обычно простые люди, они сходны с персонажами театра водяных марионеток. Типичный персонаж тео напоминает персонажей кёгэн и амплуа китайской драмы «чоу» — ловкий слуга или стражник, по ходу пьесы выручающий своего господина.
В отличие от других азиатских театров, в тео на протяжении всей истории играли как мужчины, так и женщины.

## Музыка
Как и другие вьетнамские театральные жанры, представление тео тесно связано с музыкой. Традиционно тео аккомпанируют струнные смычковые данни, данхо, флейты шао и тьеу, лютни данким и дантам, цитра данчань, барабаны и гонги. Представление обычно идёт 2—3 часа, но может продолжаться всю ночь напролёт.
Различают более 60 типов мелодий тео. Основные из них сопутствуют конкретным характерам или чувствам: «любовная», «меланхолическая», «радостная», «печальная», «пьяный старик». Другой инструмент выразительности — танец, часто с веером (иногда другими аксессуарами: тростью, мечом, веслом).